# Giuseppe De Feudis
Giuseppe De Feudis (Bollate, 10 luglio 1983) è un allenatore di calcio ed ex calciatore italiano, di ruolo centrocampista, tecnico delle giovanili del Cesena.

## Carriera

### Club
Originario della Puglia, cresce a Novate Milanese e tira i primi calci al pallone nel Bariviera Fadini società dell'hinterland milanese. Dopo una breve parentesi nelle giovanili dell'Inter culminata nel 1996, torna nuovamente alla società con cui aveva cominciato, dove rimarrà fino al 2000. In quell'anno viene rilevato dal Como, per poi debuttare all'età di 18 anni in Serie C2 e quindi tra i professionisti con la maglia del San Marino - dove rimane per due stagioni - . Nel 2003 viene ingaggiato dal Cesena conquistando la promozione dalla Serie C1 alla Serie B e debuttando tra i cadetti, prima di essere mandato in prestito alla Lucchese e poi di nuovo al San Marino. Nell'estate 2006 fa ritorno a Cesena dove gioca, sempre da titolare, per due stagioni in Serie B, una in Serie C1 e di nuovo una in Serie B, nella quale risulta fra i più presenti nella promozione dei romagnoli in Serie A.

#### Torino
Il 31 agosto 2010 il Torino si assicura le sue prestazioni per la stagione 2010-2011 in uno scambio di prestiti che vede Nicolás Gorobsov andare a Cesena. A fine stagione, terminato il prestito, torna al Cesena, ma il 22 agosto 2011 viene riscattato a titolo definitivo dalla società granata, firmando un contratto biennale.
Il 20 maggio 2012 segna un gol "pesante", perché sancisce il ritorno dei granata in Serie A dopo tre anni di Serie B. La quarta di cinque promozioni ottenute in carriera.

#### Padova
Il 4 gennaio 2013 passa a titolo definitivo al Padova sottoscrivendo un contratto fino al giugno 2014. Debutta il 2 febbraio nella sfida contro il Grosseto pareggiata (0-0). Il 27 marzo segna il suo primo gol nella gara giocata contro il Novara pareggiata (3-3).

#### Ritorno al Cesena
L'11 luglio 2013 passa a titolo definitivo al Cesena, firmando un contratto biennale.
Nella stagione 2013-2014 contribuisce a riportare la squadra romagnola nella massima serie, e il 31 agosto 2014 farà il suo debutto in serie A nella 1ª gara di campionato Cesena-Parma.

#### Lecce
Il 17 luglio 2015, dopo essere rimasto senza contratto, passa al Lecce.
Con i salentini esordisce il 2 agosto nella gara casalinga di Coppa Italia contro il Catanzaro, terminata con la vittoria del Lecce ai calci di rigore.

#### Arezzo
L'11 agosto 2016 viene acquistato a titolo definitivo dall'Arezzo, con cui firma un contratto biennale.

#### Nuovo ritorno a Cesena
Nell'agosto 2018 torna per la terza volta al rifondato Cesena dopo il fallimento, in Serie D, conquistando un’altra promozione. Il 16 febbraio 2020 tocca quota 300 presenze con il club romagnolo in occasione della vittoria esterna con l’Imolese (1-4).
Il 28 luglio 2020 annuncia il proprio ritiro dal calcio giocato, entrando contestualmente nello staff tecnico di William Viali, allenatore dei romagnoli. Dal 17 agosto 2022 è alla guida dell'Under 12 del Cesena.

## Statistiche

### Presenze e reti nei club
| Stagione          | Squadra           | Campionato        | Campionato | Campionato | Coppe nazionali | Coppe nazionali | Coppe nazionali | Coppe continentali | Coppe continentali | Coppe continentali | Altre coppe | Altre coppe | Altre coppe | Totale | Totale |
| Stagione          | Squadra           | Comp              | Pres       | Reti       | Comp            | Pres            | Reti            | Comp               | Pres               | Reti               | Comp        | Pres        | Reti        | Pres   | Reti   |
| ----------------- | ----------------- | ----------------- | ---------- | ---------- | --------------- | --------------- | --------------- | ------------------ | ------------------ | ------------------ | ----------- | ----------- | ----------- | ------ | ------ |
| 2000-2001         | Como              | C1                | 0          | 0          | CI-C            | 0               | 0               | -                  | -                  | -                  | -           | -           | -           | 0      | 0      |
| 2001-2002         | San Marino        | C2                | 9          | 0          | CI-C            | 0               | 0               | -                  | -                  | -                  | -           | -           | -           | 9      | 0      |
| 2002-2003         | San Marino        | C2                | 26         | 1          | CI-C            | 0               | 0               | -                  | -                  | -                  | -           | -           | -           | 26     | 1      |
| 2003-2004         | Cesena            | C1                | 16         | 0          | CI+CI-C         | 4+7             | 0               | -                  | -                  | -                  | -           | -           | -           | 27     | 0      |
| 2004-gen. 2005    | Cesena            | B                 | 7          | 0          | CI              | 1               | 0               | -                  | -                  | -                  | -           | -           | -           | 8      | 0      |
| gen.-giu. 2005    | Lucchese          | C1                | 14         | 0          | CI-C            | 0               | 0               | -                  | -                  | -                  | -           | -           | -           | 14     | 0      |
| 2005-2006         | San Marino        | C1                | 28+2       | 0          | CI+CI-C         | 0+0             | 0               | -                  | -                  | -                  | -           | -           | -           | 30     | 0      |
| Totale San Marino | Totale San Marino | Totale San Marino | 63+2       | 1          |                 | 0               | 0               |                    | -                  | -                  |             | -           | -           | 65     | 1      |
| 2006-2007         | Cesena            | B                 | 30         | 1          | CI              | 0               | 0               | -                  | -                  | -                  | -           | -           | -           | 30     | 1      |
| 2007-2008         | Cesena            | B                 | 38         | 1          | CI              | 1               | 0               | -                  | -                  | -                  | -           | -           | -           | 39     | 1      |
| 2008-2009         | Cesena            | PD                | 27         | 3          | CI+CI-LP        | 2+1             | 0               | -                  | -                  | -                  | SLP         | 1           | 0           | 31     | 3      |
| 2009-2010         | Cesena            | B                 | 39         | 1          | CI              | 2               | 0               | -                  | -                  | -                  | -           | -           | -           | 41     | 1      |
| 2010-2011         | Torino            | B                 | 33         | 1          | CI              | 1               | 0               | -                  | -                  | -                  | -           | -           | -           | 34     | 1      |
| 2011-2012         | Torino            | B                 | 8          | 1          | CI              | 0               | 0               | -                  | -                  | -                  | -           | -           | -           | 8      | 1      |
| 2012-gen. 2013    | Torino            | A                 | 0          | 0          | CI              | 0               | 0               | -                  | -                  | -                  | -           | -           | -           | 0      | 0      |
| Totale Torino     | Totale Torino     | Totale Torino     | 41         | 2          |                 | 1               | 0               |                    | -                  | -                  |             | -           | -           | 42     | 2      |
| gen.-giu. 2013    | Padova            | B                 | 15         | 1          | CI              | -               | -               | -                  | -                  | -                  | -           | -           | -           | 15     | 1      |
| 2013-2014         | Cesena            | B                 | 33+4       | 1          | CI              | 2               | 0               | -                  | -                  | -                  | -           | -           | -           | 39     | 1      |
| 2014-2015         | Cesena            | A                 | 25         | 0          | CI              | 2               | 0               | -                  | -                  | -                  | -           | -           | -           | 27     | 0      |
| 2015-2016         | Lecce             | LP                | 15+2       | 1          | CI+CI-LP        | 2+1             | 0               | -                  | -                  | -                  | -           | -           | -           | 20     | 1      |
| 2016-2017         | Arezzo            | LP                | 26         | 0          | CI-LP           | 1               | 0               | -                  | -                  | -                  | -           | -           | -           | 27     | 0      |
| 2017-2018         | Arezzo            | C                 | 34         | 0          | CI+CI-C         | 0+0             | 0               | -                  | -                  | -                  | -           | -           | -           | 34     | 0      |
| Totale Arezzo     | Totale Arezzo     | Totale Arezzo     | 60         | 0          |                 | 1               | 0               |                    | -                  | -                  |             | -           | -           | 61     | 0      |
| 2018-2019         | Cesena            | D                 | 36+1       | 0          | CI-D            | 1               | 0               | -                  | -                  | -                  | -           | -           | -           | 38     | 0      |
| 2019-2020         | Cesena            | C                 | 19         | 0          | CI-C            | 2               | 1               | -                  | -                  | -                  | -           | -           | -           | 21     | 1      |
| Totale Cesena     | Totale Cesena     | Totale Cesena     | 270+5      | 7          |                 | 25              | 1               |                    | -                  | -                  |             | 1           | 0           | 301    | 8      |
| Totale carriera   | Totale carriera   | Totale carriera   | 481+9      | 12         |                 | 30              | 1               |                    | -                  | -                  |             | 1           | 0           | 521    | 13     |

## Palmarès

### Club

#### Competizioni nazionali
- Coppa Italia Serie C: 1

Cesena: 2003-2004
- Lega Pro Prima Divisione: 1

Cesena: 2008-2009
- Serie D: 1

Cesena: 2018-2019 (girone F)